# Черноголовый муравей

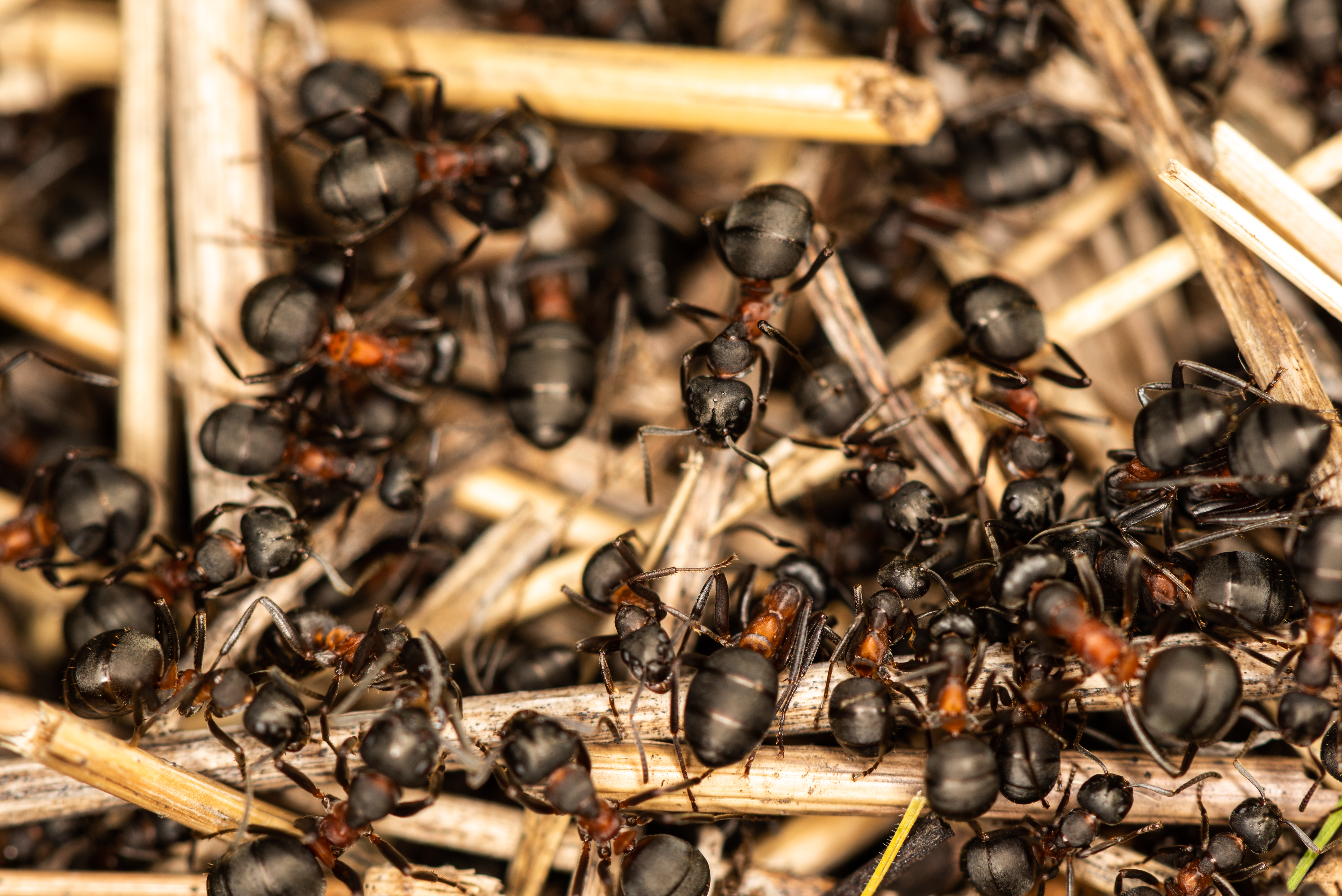
Муравьи в гнезде

Черноголовый муравей (лат. Formica uralensis) — вид средних по размеру муравьёв подрода Serviformica рода Formica из подсемейства Formicinae (Formicidae).

## Описание
Голова чёрная по всей поверхности, мезонотум коричневатый, только бока имеют красноватую окраску, характерную для рыжих лесных муравьев. Переднеспинка чёрная на большой части, а мезонотум также имеет отчётливое чёрное пятно. На затылке нет торчащих волосков, а нижняя сторона головы покрыта лишь редкими щетинками.

## Биология
Этот вид муравьев создает свои первичные колонии социально паразитическим путем с помощью болотных муравьёв (Formica picea, в Восточной Сибири — с Formica candida). После первоначальной моногинии колонии обычно становятся высокополигинными, в них насчитывается более 300 королев. Часто образуются крупные колонии, состоящие из нескольких гнезд (полидомия). Черноголовый муравей считается очень нечувствительным к суровым погодным условиям. Фаза активности начинается уже в середине февраля при температуре всего 4 градуса Цельсия и заканчивается только в ноябре.

## Распространение и экология
Северная Европа (Дания, Латвия, Литва, Норвегия, Финляндия, Эстония), Средняя Европа (Беларусь, Германия, Польша, Украина, Россия, Франция, Швейцария), Восточная Палеарктика (Урал, Сибирь, Дальний Восток, Казахстан, Китай).
Обитает преимущественно в болотистых местностях. Он предпочитает краевые участки, заросшие кустарником. Реже заселяет вересковые пустоши. Распространен от восточной Франции до восточной Сибири, но в основном встречается к северу от 53-й параллели. К югу от неё он встречается исключительно на верховых болотах. В Сибири он также заселяет более сухие степи.

## Классификация
Данный вид относится к подроду Serviformica, включающему самых примитивных представителей рода Formica.

## Красная книга
Черноголовые лесные муравьи включены в «Красный список угрожаемых видов» (англ. IUCN Red List of Threatened Animals) международной Красной книги Всемирного союза охраны природы (The World Conservation Union, IUCN) в статусе Lower Risk/near threatened (таксоны, близкие к переходу в группу угрожаемых).
Включён в Красную книгу Челябинской области.